# El vent entre els salzes
El vent entre els salzes (en anglès, originalment, The Wind in the Willows) és una novel·la escrita el 1908 per Kenneth Grahame (1859-1932). És un dels clàssics de la literatura infantil, escrit en un principi com un seguit de xerrades adreçades al seu fill, que era igual de tossut que el senyor Gripau (Toad of Toad Hall), un dels personatges de la novel·la.
El llibre és un recull de narracions protagonitzades pel Gripau i la seva rica mansió, el Talp, el Rat d'Aigua i el Teixó, personatges animals humanitzats que aporten una descripció idíl·lica del món natural i de la societat del començament del segle xx.
El 1967 el grup britànic Pink Floyd es va inspirar en la novel·la per fer el seu disc The Piper at the Gates of Dawn.
En català la novel·la ha estat traduïda per Jordi Arbonès (Edhasa, 1990) i Ramon Folch i Camarasa (Joventut, 1993), edicions que recuperen les il·lustracions originals d'E.H. Shepard.